# القرية (تريم)

تعديل مصدري - تعديل

القرية هي إحدى قرى عزلة تريم بمديرية تريم التابعة لمحافظة حضرموت، بلغ تعداد سكانها 1733 نسمة حسب تعداد اليمن لعام 2004.

## موقعها
تقع في الجانب الشرقي من مدينة تريم بوادي حضرموت، وتبعد عنها بـ 13 كم تقريباً، فيحدها من الشرق بلدة عينات إلى محاذة شعب النعر، ومن الغرب وادي القرية المسمى بوادي غراب إلى جانب جبل حراد المطل على منطقة قاهر، ومن الشمال المسيلة مجرى السيل المقابل لشعب سلم، ومن الجنوب دقم البلاد التي تقع عليها بيوت القرية.

## تاريخها
تُعرف قديماً بقرية اللسك، وقد ذكرها بعض المؤرخين الذين كتبوا في تاريخ حضرموت، وقيل أنها كانت تسمى فيما قبل الإسلام وأوله بقرية «مخا» كما ذكرها الهمداني. وأما «اللسك» فهو الاسم الذي ذكرها به المؤرخون من أهل حضرموت، وأما الآن فيُقال لها «القرية» وأُهمل اسمها التاريخي، فلا يُتعاط إلا نادراً أو في المناسبات الشعبية كالقناصة ونحوها.
وأما من جهة تاريخ تأسيسها فضبطه متعذر لعدم وجود المراجع التاريخية في هذا الجانب، إلا أنها قد أشارت بعض الوقائع إلى أن تاريخها يعود إلى ما قبل الإسلام. ومما يشير إلى قدم هذه البلاد بعض المقابر التي تكاد تكون قد اندثرت ومنها المقبرة التي عثر عليها في أسفل الوادي الذي يقال له (أم الضأن). ومما يدل أيضاً على تاريخها وجود قبر الصحابي عباد بن بشر الأنصاري.

## اقتصادها
وقرية اللسك بلدة إنتاجية عريقة، كما هو ظاهر في واقعها المتمثل في اهتمام أهلها بحرفة الزراعة التي تربط أطرافها شرقاً وغرباً، حيث تمتد أغلب بيوتها على الجبل، ويقابلها من الأمام شريط زراعي من أعلاها إلى أسفلها شغل بعضه بالبيوت في الآونة المتأخرة. وفيما ما مضى كانت تعتبر الشريان الذي تتغذى به المناطق المجاورة وتستسقي منه حاجتها من المنتوج الزراعي كالتمر والبر والذرة والسمسم والبصل والطماط والبطاط ونحوها، وأكثر ما كانت تشتهر به قرية اللسك في الجانب الزراعي كثرة النخيل، وأما في أيامنا هذه فقد تطورت الزراعة في قرية اللسك حيث دخلت بمنتجاتها الزراعية حتى إلى الأسواق العامة كتريم وسيئون، وقد واكبوا في ذلك ما تتطلبه تلك الأسواق من المنتجات كالاهتمام بالخضروات ونحوها.

## سكانها
مما هو معروف أن أسرة آل بن سلم متواجدون في قرية اللسك منذ مطلع القرن السابع الهجري، وأن زمن تواجدهم هو زمن الاستقرار النوعي الذي شهدته مدن حضرموت بعد أن غاصت في أزمنة الحروب والفتن، والشاهد على ذلك مقبرة الشيخ علي بن محمد بن سلم الواقعة وسط القرية، ويؤرخ هذا القول ما جاء في كتاب سعيد باوزير «صفحات من التاريخ الحضرمي» قوله: «أن ابن سلم في مطلع القرن السابع الهجري كانت تسكن هذه الأسرة في قرية من ضواحي عينات تدعى (قرية آل بن سلم)»، وبهذا التاريخ المحقق يثبت أن أسرة آل بن سلم من أقدم الأسر التي سكنت قرية اللسك، ويعتبر قدوم الشيخ علي بن سلم من أوائل المؤسسين الذي خطها بقدمه ونشر فيها دعوته.
ومن الأسر الساكنة في قرية اللسك : ال عقيل بن سالم من ال السقاف باعلوي ، ال بن رجب القيسية ، ال بن سكران التميمي ، ال باحجاج الكندي وهي من الأسر القديمة في قرية اللسك تزامن وجودهم فيها منذ القرن التاسع الهجري منهم العلامه الفقيه / عبدالله بن محمد بن علي باحجاج احد الاخيار الصالحين في القرن التاسع الهجري المذكور في كتاب شوارق الانوار في الاولياء والاخيار المسمى قصعة العسل . وتسكن بها أسر اخرى كثيرة : ال بن طيب ، ال ناشي ، ال بكير ، ال عصبان ، ال بهيان .